# Martin Peters
Martin Stanford Peters, MBE (n. 8 noiembrie 1943, Londra, Anglia, Regatul Unit – d. 21 decembrie 2019, Londra, Anglia, Regatul Unit) a fost fotbalist englez, membru al echipei naționale de fotbal a Angliei, care a câștigat Campionatul Mondial de Fotbal din 1966 și a făcut parte din lotul echipei care a participat la Campionatul Mondial de Fotbal din 1970.

## Palmares
West Ham United
- Cupa Cupelor UEFA: Câștigător 1965
- Football League Cup: Locul doi 1966

Tottenham Hotspur
- League Cup: Câștigător 1971, 1973
- Cupa UEFA
  - Câștigător: 1972
  - Locul doi: 1974
- Anglo-Italian League Cup: Câștigător 1971

 Anglia
- Campionatul Mondial de Fotbal: Câștigător 1966
- Campionatul European de Fotbal: Locul trei 1968